# Угрюмово
Угрюмове (рос. Угрюмово) — село в Одинцовському районі Московської області Російської Федерації.

## Розташування
Село Угрюмове входить до складу міського поселення Кубинка, розташовано на схід від міста Кубинка воно оточено з усіх боків лісом. Найближча залізнична станція Кубинка-1.

## Населення
Станом на 2006 рік у селі проживало 11 осіб.